# Alisha Lehmann
Alisha Lehmann (født 21. januar 1999) er en kvindelig schweizisk fodboldspiller, der spiller som angriber for Italienske Juventus og Schweiz' kvindefodboldlandshold, siden 2018.
Hun skrev i sommeren 2018, under med den engelske FA Women's Super League-klub West Ham United.

## Privatliv
Lehrmann dannede privat par med Chelsea-spilleren Ramona Bachmann. De gik fra hinanden i 2021.